# Jacques Dewez

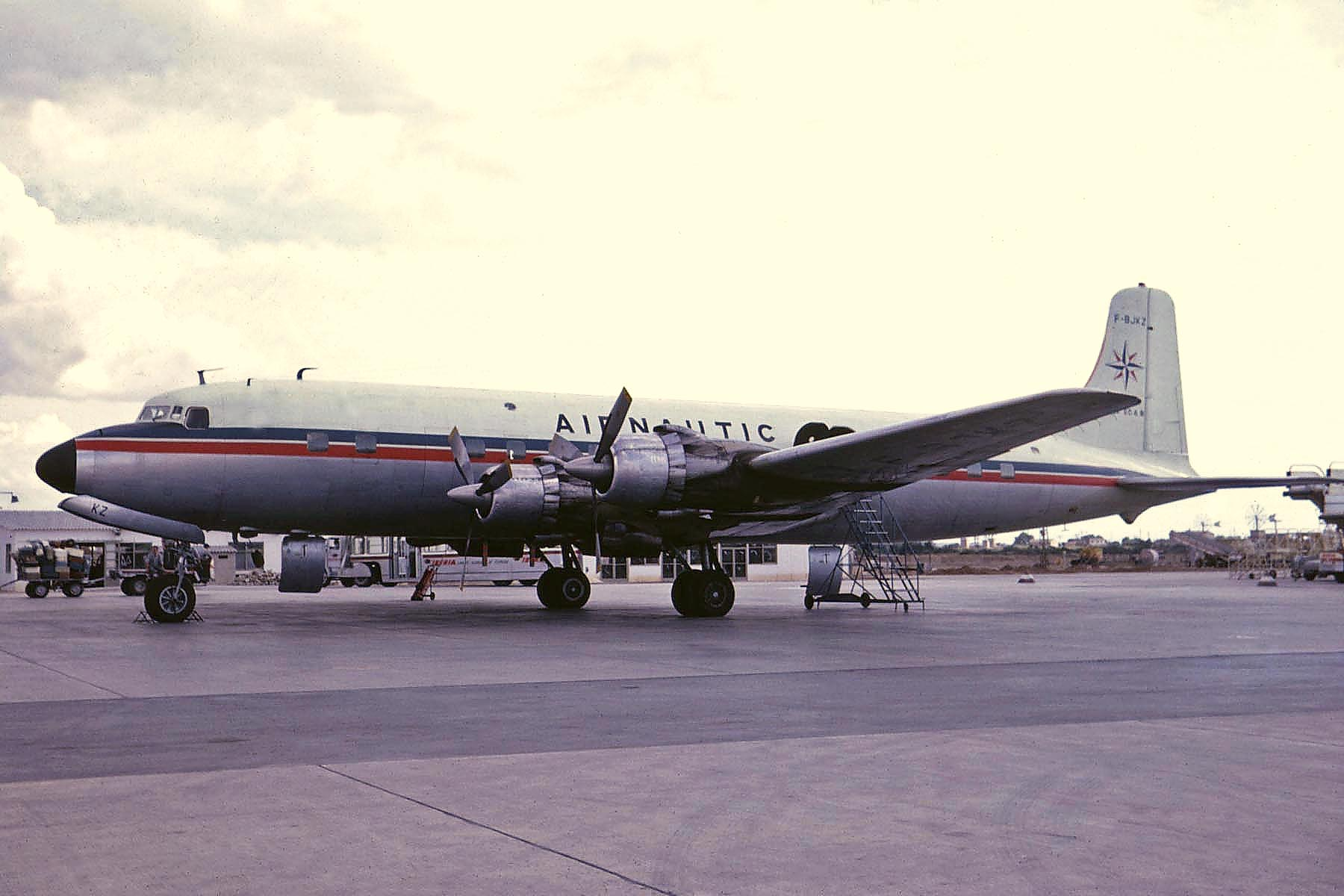
Eine Air-Nautic-Douglas DC-6 auf dem Flughafen Palma de Mallorca

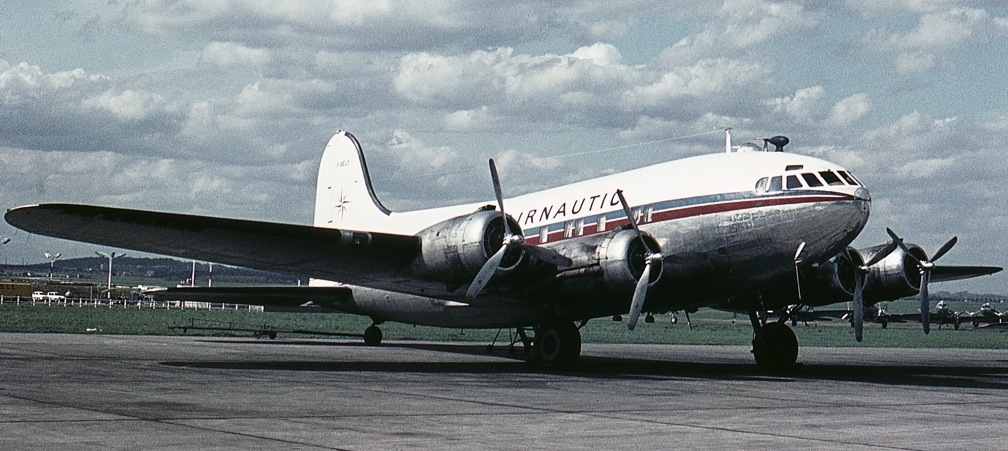
Der Air-Nautic-Boeing-307-Streamliner

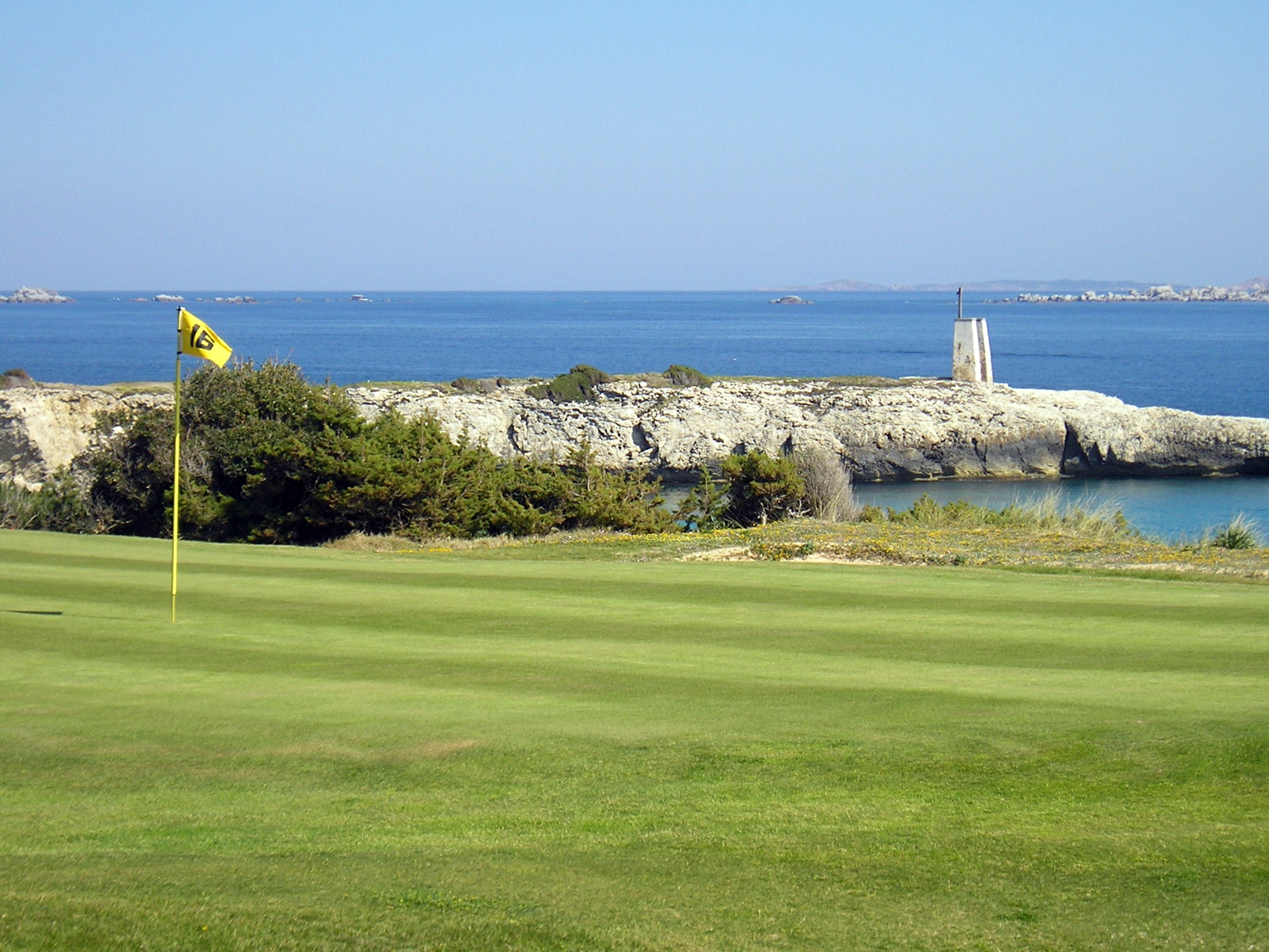
Das 16. Loch des Golf de Sperone

Jacques Georges Désiré Dewez (* 13. Januar 1926 in Paris; † 6. September 2005 in Clapiers) war ein französischer Unternehmer und ehemaliger Autorennfahrer, der seine Rennen unter dem Pseudonym Franc bestritt.

## Unternehmer

### Besitzer einer Airline
Jacques Dewez war Berufspilot und gründete 1958 mit Partner Raoul Wander die Air Nautic, eine Fluggesellschaft für Personen- und Frachtverkehr. Die Gesellschaft hatte ihre Basis am Aéroport Nice Côte d’Azur in Nizza und am Flughafen Perpignan. Zur Luftflotte gehörten unter anderem jeweils eine Douglas DC-2, DC-3, DC-4, drei DC-6 sowie eine Boeing 307. Die Fluglinie flog Charter ins Vereinigte Königreich und Frachtgut nach Französisch-Nordafrika. Später kamen Linienflüge im Auftrag von Air Inter und der Air France hinzu.
Zwei fatale Unfälle brachten das Unternehmen in schwere Bedrängnis. Am 29. Dezember 1962 stürzte der Boeing-307-Streamliner der Gesellschaft vom Flughafen Bastia kommend Richtung Nizza knapp nach dem Start zwischen Bastia und Ajaccio auf den Monte Renoso. Beim Absturz starben 22 Passagiere und drei Besatzungsmitglieder. Als Absturzursache wurden schwere Fehler der Piloten ermittelt. Am 11. September 1963 stürzte eine Vickers Viking auf dem Weg von Gatwick nach Perpignan im Département Pyrénées-Orientales ab. 36 Passagiere und vier Besatzungsmitglieder kamen ums Leben. Wieder war ein Fehler der Piloten die Ursache des Unglücks.
Am 1. Januar 1966 stellte das Unternehmen den Betrieb ein und wurde von der Air France übernommen.

### Immobilien und Golf
Nach dem Ende der Fluglinie wurde Dewez erfolgreicher Immobilienmakler. 1962 hatte er in Bonifacio auf Korsika ein 130 Hektar großes Grundstück erworben und in weiterer Folge darauf einen Golfplatz errichtet, den Golf de Sperone, der 1991 eröffnet wurde. 1996 wurde Dewez Opfer einer Erpressung. Mitglieder der Frontu di Liberazione Naziunalista Corsu forderten vier Millionen Französische Franc von Dewez. Zur Untermauerung der Forderung sprengten sie am 11. Dezember das Wärterhäuschen des Golfplatzes in die Luft. Dewez weigerte sich zu bezahlen und zeigte den Vorfall an. Die Täter wurde gefasst und zwei Jahre später bei einem Verfahren in Paris zu mehrjährigen Haftstrafen verurteilt.

## Karriere als Rennfahrer
Jacques Dewez war in den 1950er- und 1960er-Jahren neben seinen beruflichen Tätigkeiten als Rennfahrer mit Sportwagen aktiv. Zwischen 1954 und 1967 war er zehnmal beim 24-Stunden-Rennen von Le Mans am Start. Seine beste Platzierung im Endklassement war der zehnte Rang 1958, mit Partner Jean Kerguen im Porsche 550 A RS. 1960 wurde er Gesamtzwölfter beim 1000-km-Rennen von Paris und 1964 16. beim 12-Stunden-Rennen von Reims.

## Statistik

### Le-Mans-Ergebnisse
| Jahr | Team                            | Fahrzeug                   | Teamkollege      | Platzierung             | Ausfallgrund       |
| ---- | ------------------------------- | -------------------------- | ---------------- | ----------------------- | ------------------ |
| 1954 | Automobiles Panhard et Levassor | Panhard X88                | Lucien Pailler   | Ausfall                 | Unfall             |
| 1955 | Jean-Paul Colas                 | Salmson 2300S Spyder       | Jean-Paul Colas  | Ausfall                 | Ölleck             |
| 1958 | Jean-Paul Colas                 | Porsche 550 A RS           | Jean Kerguen     | Rang 10                 |                    |
| 1961 | Jean Kerguen                    | Aston Martin DB4 GT Zagato | Jean Kerguen     | Ausfall                 | Elektrik           |
| 1962 | Jean Kerguen                    | Aston Martin DB4 GT Zagato | Jean Kerguen     | Ausfall                 | Kraftübertragung   |
| 1963 | Jean Kerguen                    | Aston Martin DB4 GT Zagato | Jean Kerguen     | Ausfall                 | Zylinder überhitzt |
| 1964 | Jacques Dewez                   | Porsche 904/4 GTS          | Jean Kerguen     | Rang 12                 |                    |
| 1965 | Jacques Dewez                   | Porsche 904/4 GTS          | Jean Kerguen     | Ausfall                 | kein Benzin        |
| 1966 | Jacques Dewez                   | Porsche 911S               | Jean Kerguen     | Rang 14 und Klassensieg |                    |
| 1967 | Jacques Dewez                   | Porsche 911S               | Anton Fischhaber | Ausfall                 | Kupplungsschaden   |

### Einzelergebnisse in der Sportwagen-Weltmeisterschaft
| Saison | Team               | Rennwagen                  | 1   | 2   | 3   | 4   | 5   | 6   | 7   | 8   | 9   | 10  | 11  | 12  | 13  | 14  | 15  | 16  | 17  | 18  | 19  | 20  | 21  | 22  |
| ------ | ------------------ | -------------------------- | --- | --- | --- | --- | --- | --- | --- | --- | --- | --- | --- | --- | --- | --- | --- | --- | --- | --- | --- | --- | --- | --- |
| 1954   | Panhard & Levassor | Panhard X88                | BUA | SEB | MIM | LEM | RTT | CAP |     |     |     |     |     |     |     |     |     |     |     |     |     |     |     |     |
| 1954   | Panhard & Levassor | Panhard X88                | DNF |     |     |     |     |     |     |     |     |     |     |     |     |     |     |     |     |     |     |     |     |     |
| 1955   | Jean-Paul Colas    | Panhard Dyna Salmson 2300S | BUA | SEB | MIM | LEM | RTT | TAR |     |     |     |     |     |     |     |     |     |     |     |     |     |     |     |     |
| 1955   | Jean-Paul Colas    | Panhard Dyna Salmson 2300S |     |     | DNF | DNF |     |     |     |     |     |     |     |     |     |     |     |     |     |     |     |     |     |     |
| 1958   | Jean-Paul Colas    | Porsche 550                | BUA | SEB | TAR | NÜR | LEM | RTT |     |     |     |     |     |     |     |     |     |     |     |     |     |     |     |     |
| 1958   | Jean-Paul Colas    | Porsche 550                |     | 10  |     |     |     |     |     |     |     |     |     |     |     |     |     |     |     |     |     |     |     |     |
| 1961   | Jean Kerguen       | Aston Martin DB4 GT Zagato | SEB | TAR | NÜR | LEM | PES |     |     |     |     |     |     |     |     |     |     |     |     |     |     |     |     |     |
| 1961   | Jean Kerguen       | Aston Martin DB4 GT Zagato | DNF |     |     |     |     |     |     |     |     |     |     |     |     |     |     |     |     |     |     |     |     |     |
| 1962   | Jean Kerguen       | Aston Martin DB4 GT Zagato | DAY | SEB | SEB | MAI | TAR | BER | NÜR | LEM | TAV | CCA | RTT | NÜR | BRI | BRI | PAR |     |     |     |     |     |     |     |
| 1962   | Jean Kerguen       | Aston Martin DB4 GT Zagato |     |     |     |     | DNF |     |     |     |     |     |     |     |     |     |     |     |     |     |     |     |     |     |
| 1963   | Jean Kerguen       | Aston Martin DB4 GT Zagato | DAY | SEB | SEB | TAR | SPA | MAI | NÜR | CON | ROS | LEM | MON | WIS | TAV | FRE | CCE | RTT | OVI | NÜR | MON | MON | TDF | BRI |
| 1963   | Jean Kerguen       | Aston Martin DB4 GT Zagato |     |     |     |     |     |     | DNF |     |     |     |     |     |     |     |     |     |     |     |     |     |     |     |
| 1964   | Jacques Dewez      | Porsche 904                | DAY | SEB | TAR | MON | SPA | CON | NÜR | ROS | LEM | REI | FRE | CCE | RTT | SIM | NÜR | MON | TDF | BRI | BRI | PAR |     |     |
| 1964   | Jacques Dewez      | Porsche 904                |     |     |     |     |     |     |     |     | 12  | 16  |     |     |     |     |     |     |     |     |     | 9   |     |     |
| 1965   | Jacques Dewez      | Porsche 904                | DAY | SEB | BOL | MON | MON | RTT | TAR | SPA | NÜR | MUG | ROS | LEM | REI | BOZ | FRE | CCE | OVI | NÜR | BRI | BRI |     |     |
| 1965   | Jacques Dewez      | Porsche 904                |     |     |     |     |     |     |     |     | DNF |     |     |     |     |     |     |     |     |     |     |     |     |     |
| 1966   | Jacques Dewez      | Porsche 911                | DAY | SEB | MON | TAR | SPA | NÜR | LEM | MUG | CCE | HOK | SIM | NÜR | ZEL |     |     |     |     |     |     |     |     |     |
| 1966   | Jacques Dewez      | Porsche 911                |     |     |     | 14  |     |     |     |     |     |     |     |     |     |     |     |     |     |     |     |     |     |     |
| 1967   | Jacques Dewez      | Porsche 911                | DAY | SEB | MON | SPA | TAR | NÜR | LEM | HOK | MUG | BRH | CCE | ZEL | OVI | NÜR |     |     |     |     |     |     |     |     |
| 1967   | Jacques Dewez      | Porsche 911                |     |     |     | DNF |     |     |     |     |     |     |     |     |     |     |     |     |     |     |     |     |     |     |